# Tachydromia harti
Tachydromia harti är en tvåvingeart som beskrevs av Malloch 1919. Tachydromia harti ingår i släktet Tachydromia och familjen puckeldansflugor.
Artens utbredningsområde är Indiana. Inga underarter finns listade i Catalogue of Life.